# Banda de Congo Amores da Lua
A Banda de Congo Amores da Lua é uma banda de congo de Vitória, no Espírito Santo, fundada em 1945 por Alarico Azevedo e Cecília Azevedo. O grupo foi mestrado pelo filho do casal, Reginaldo Barbosa Sales, seguido por seu filho, Ricardo Sales, o mestre atual. O grupo participa da tradicional Festa de São Benedito, além de outros eventos culturais da cidade.
A banda fez parte do desfile da Escola de Samba Andaraí no carnaval de 2022.